# Тер-Оганьян, Давид Авдеевич
Давид Авдеевич Тер-Оганьян (8 апреля 1981, Ростов-на-Дону) — современный российский художник, лауреат премии «Чёрный квадрат» (2004).

## Биография
Родился 8 апреля 1981 года в Ростове-на-Дону, в семье художника Авдея Тер-Оганьяна. 
В начале 1990-х вслед за отцом перебрался в Москву. Жил в знаменитых сквотах на Трёхпрудном и на Бауманской.
Учился в «Школе современного искусства» Авдея Тер-Оганьяна. С 1997 по 2002 год — член арт-группы «Радек». C 1997 по 1999 год посещал семинары Анатолия Осмоловского. Участвовал в его кампании «Против всех партий» и акциях «Баррикада» и «Мавзолей». В 2004 году стал лауреатом первой российской национальной премии в области современного искусства «Черный квадрат», представив на конкурс серию абстрактных работ под названием «Операция». В 2005 году произвёл фурор в Париже на 32-й ярмарке современного искусства FIAC проектом «Это не бомбы».
В 2011 году стал победителем Международного художественного конкурса «Henkel Art Award», проводимого компанией Henkel при поддержке KulturKontakt. Давид оказался первым российским художником, победившем на этом конкурсе.
В 2017, 2018 годах вошел в Российский инвестиционный художественный рейтинг 49ART, представляющий выдающихся современных художников в возрасте до 50 лет.
Живёт и работает в Москве.

## Работы находятся в собраниях
- Государственная Третьяковская галерея, Москва.
- Государственный Русский музей, Санкт-Петербург.
- Государственный Центр Современного Искусства, Москва
- Музей искусств Оклахомы, США.

## Персональные выставки
- 2019 — «Шаром покати». XL-галерея, Москва[8].
- 2018 — Галерея «Alkovi», Хельсинки.
- 2015 — «Jhffddfhuddfgdfffy». Галерея Anna Nova, Санкт-Петербург[9].
- 2015 — «Алиса Йоффе VS  Давид Тер-Оганьян. Противостояние». Зверевский центр современного искусства, Москва
- 2014 — «Голоса». Галерея «Светлана», Москва.
- 2014 — «Вне себя». Открытая студия, Москва[10].
- 2012 — «Скорость света». Мультимедиа Арт Музей, Москва[6][11][12].
- 2012 — «Winner of the Henkel Art.Award. 2011». МУМОК, Вена[13].
- 2011 — «Сделано» (совм. с А. Галкиной). Галерея Paperworks, Винзавод, Москва[14][15].
- 2011 — «Old School» (совм. с И. Бражкиным). Галерея «Черёмушки», Москва[16].
- 2010 — «Живопись». Галерея VP Studio, Москва.
- 2009 — «Страх фотооператора перед самим собой» (совм. с С. Сапожниковым). Школа им. А. Родченко, Москва.
- 2009 — «Чёрная геометрия». Guelman Projects, Москва.
- 2009 — «Масштаб» (совм. с А. Галкиной). Diehl + Gallery One, Москва.
- 2008 — «Free all JPEGs» (совм. с А. Галкиной). Галерея «Reflex», «АртСтрелка», Москва.
- 2007 — «Дневник вора» (совм. с Александром Корнеевым). Галерея М. Гельмана, Москва.
- 2007 — «Масштаб 1:30». Галерея М. Гельмана, Москва.
- 2006 — «Вы арестованы» (совм. с А. Галкиной). УВД ЦАО, Москва.
- 2004 — «I Have a Dream». XL-галерея, Москва.
- 2003 — «Second Hand». Галерея «Франция», Москва.
- 2003 — «Тени». XL Project, «АртСтрелка», Москва.
- 2003 — «Bomb». Gallery Showcase, Прага.
- 2003 — «Поцелуи». Галерея «Франция», Москва.
- 2003 — «Posters». Squat «na Milade», Прага.
- 2002 — «Fotolove». Галерея «Франция», Москва.
- 2002 — «Party 3». Галерея «Франция», Москва.

## Групповые выставки

### Биеннале и ключевые выставки
- 2014 — «Актуальный рисунок». Русский музей, С.-Петербург[17].
- 2013 — «Побочные эффекты». EKKM, Таллин[18].
- 2013 — «In the Heart of the Country». Музей современного искусства, Варшава[19].
- 2011 — «Остальгия». Новый музей, Нью-Йорк[20].
- 2011 — «Модерникон». Дворец Каза деи Тре Очи, Венеция[21][22].
- 2010 — «Модерникон». Фонд Сандретто Ре Ребауденго, Турин[23][24].
- 2009 — «Русский леттризм». ЦДХ, Москва.
- 2008 — «Борьба за знамя». Новый Манеж, Москва[25][26][27].
- 2007 — 10-я Стамбульская биеннале. Склад № 3, Стамбул[28].
- 2007 — «Прогрессивная ностальгия». ЦСИ Луиджи Печчи, Прато[29].
- 2006 — «Модус Р: русский формализм сегодня». Здание Ньютон, Майами[30][31][32].
- 2005 — 1-я Московская биеннале (основной проект). Бывш. музей Ленина, Москва.
- 2002 — Манифеста 4, Франкфурт.

### Кураторские проекты
- 2011 — «Вкл. Выкл.», «Артхаус», Москва[33].
- 2010 — WC, альтернативная программа Cosmoscow. «Красный Октябрь», Москва[34].
- 2006 — «8=8». L-галерея, Москва[35][36].

## Цензура
- В сентябре 2012 года на выставке Давида Тер-Оганьяна «Скорость света» в Мультимедиа-арт-музее видеоинсталляция «Пропаганда гомосексуализма» оказалась переименованной в «Без названия» без ведома автора, что было воспринято арт-сообществом как проявление цензуры со стороны администрации музея[37][38].

## Семья
- Тер-Оганьян, Авдей Степанович (1961) — отец, российский художник, основатель товарищества «Искусство или смерть», галереи в Трёхпрудном переулке, галереи «Вперед!». Первый художник-политэмигрант в истории пост-советской России.
- Бражкин, Иван Авдеевич (1985) — брат, российский художник.